# Vista i plànol de Toledo
Vista i plànol de Toledo és una obra d'El Greco, realitzada en 1608 durant el seu últim període toledà. Es conserva en el Museu d'El Greco de Toledo.

## Anàlisi
Aquesta obra s'allunya de les descripcions belles i estilitzades de Toledo, perquè utilitza una gran meticulositat. Això ha permès suposar que es va tractar d'un encàrrec de l'Ajuntament de la ciutat. L'enorme detall amb el qual va ser realitzat el plànol ha fet que molts estudiosos conjeturen que es tracta d'una obra de Jorge Manuel, fill del pintor i expert en arquitectura.
En la part superior del llenç es troba la Mare de Déu, acompanyada d'una cort d'àngels que porten la casulla de Sant Ildefons. En aquesta obra podria llegir-se una anticipació de l'impressionisme, i fins i tot de Paul Cézanne.